# Ceratoconcha domingensis
Ceratoconcha domingensis is een zeepokkensoort uit de familie van de Pyrgomatidae. De wetenschappelijke naam van de soort is voor het eerst geldig gepubliceerd in 1866 door Des Moulins.